# Nordiska Taflor

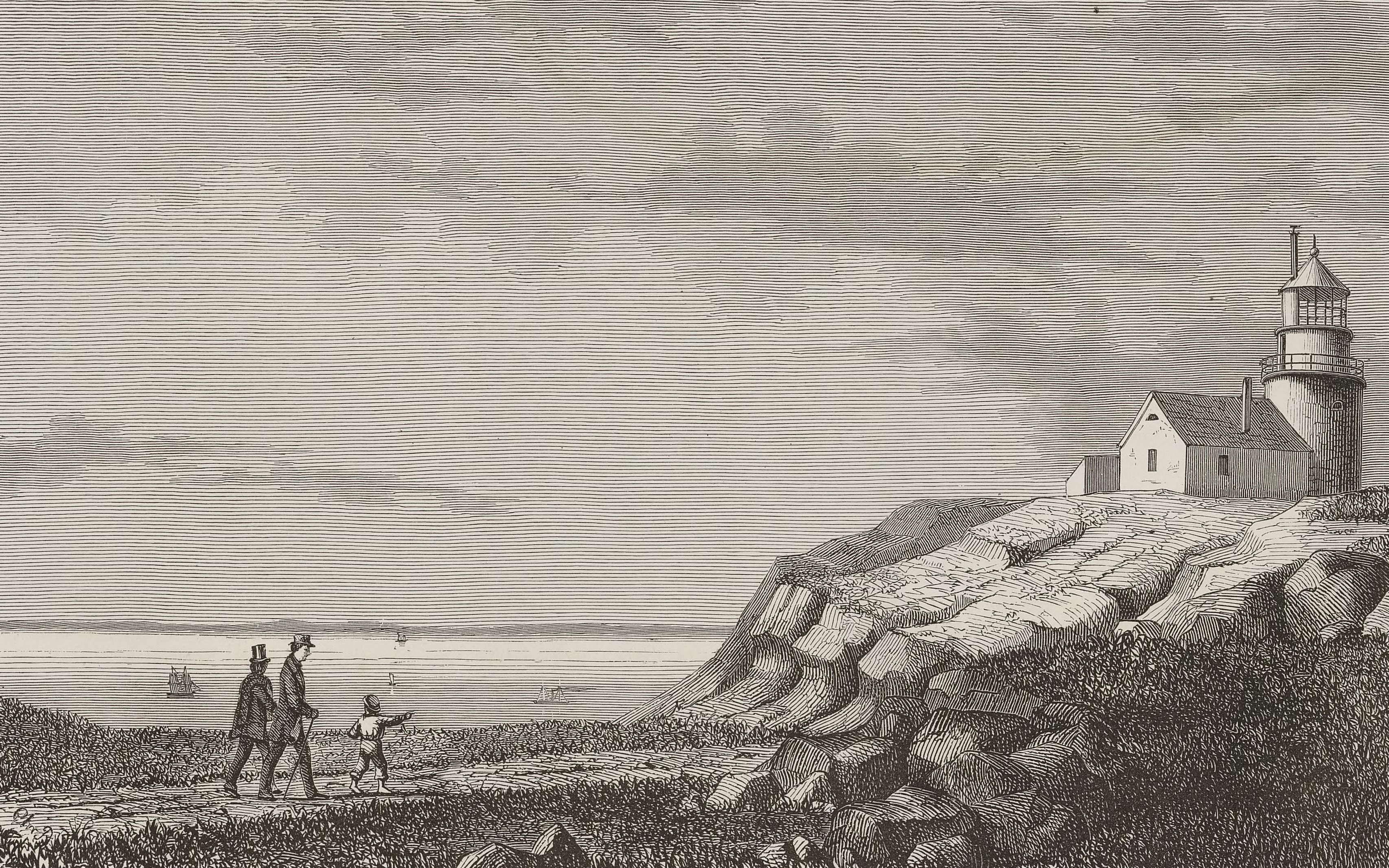
Kullens fyr utförd av Christian Blache, ursprungligen införd i Illustreret Tidende år 1863. Från Nordiska Taflor, tredje bandet, 1868.

Nordiska Taflor, med undertiteln Pittoreska utsigter från Sverge, Norge och Danmark. I träsnitt med text., var en serie häften med xylografiska planscher av platser och byggnader i de nordiska länderna (inkluderande Island och Färöarna), som utkom under åren 1865–1875 på Albert Bonniers förlag. I Danmark utkom häftena under namnet Nordiske Billeder. Prospecter fra Danmark, Norge og Sverig i Træsnit med Text. på Forlagsbureauet.
I Sverige innehöll häftena vardera cirka sex "tavlor" med åtföljande text. Tolv häften samlades i ett band, och totalt gav man ut sex band omfattande 432 bilder.

## Bakgrund
Stora bildverk hade tidigare givits ut i Sverige, t.ex. Erik Dahlberghs Suecia antiqua et hodierna och Ulrik Thersners Fordna och närvarande Sverige. Men dessa var mycket dyra och omöjliga att köpa för gemene man.
Detta projekt hade sin bakgrund att det från mitten av 1800-talet gick att trycka bilder på ett enklare sätt än tidigare med hjälp av xylografisk teknik eller trägravyr. Flera nya illustrerade vecko- och månadstidningar hade börjat komma ut, bland annat Illustrerad Tidning, Ny Illustrerad Tidning och Hemvännen, och Bonniers ville med denna utgåva göra bilderna tillgängliga för en bredare läsekrets.
Såväl texterna som bilderna hämtades från tidningarna Illustreret Tidende i Danmark,  Ny Illustrerad Tidning i Sverige och Norsk Folkeblad i Norge.
Projektet vilade på skandinavismens grund, vilken var starkt levande under slutet av 1800-talet. Det fanns krafter som ville ena de skandinaviska länderna.

## Medverkande
Det var motiven och platserna som var det centrala. Författarnas, konstnärerna eller xylografernas namn finns ingenstans angivna, inte heller varifrån originalen är hämtade. En del konstnärer och xylografer har dock signerat sina verk, så att de är möjliga att identifiera.

## Konkurrerande projekt
År 1875 utgavs på Norstedts förlag Nordiska målares taflor. Träsnitt efter målningar af svenska, norska, danska och finska konstnärer. Med text.. Detta verk hade emellertid mer fokus på konstnärerna själva och deras val av motiv. Här förekom historiska händelser, genrebilder och naturscenerier oftare.

## Bildgalleri

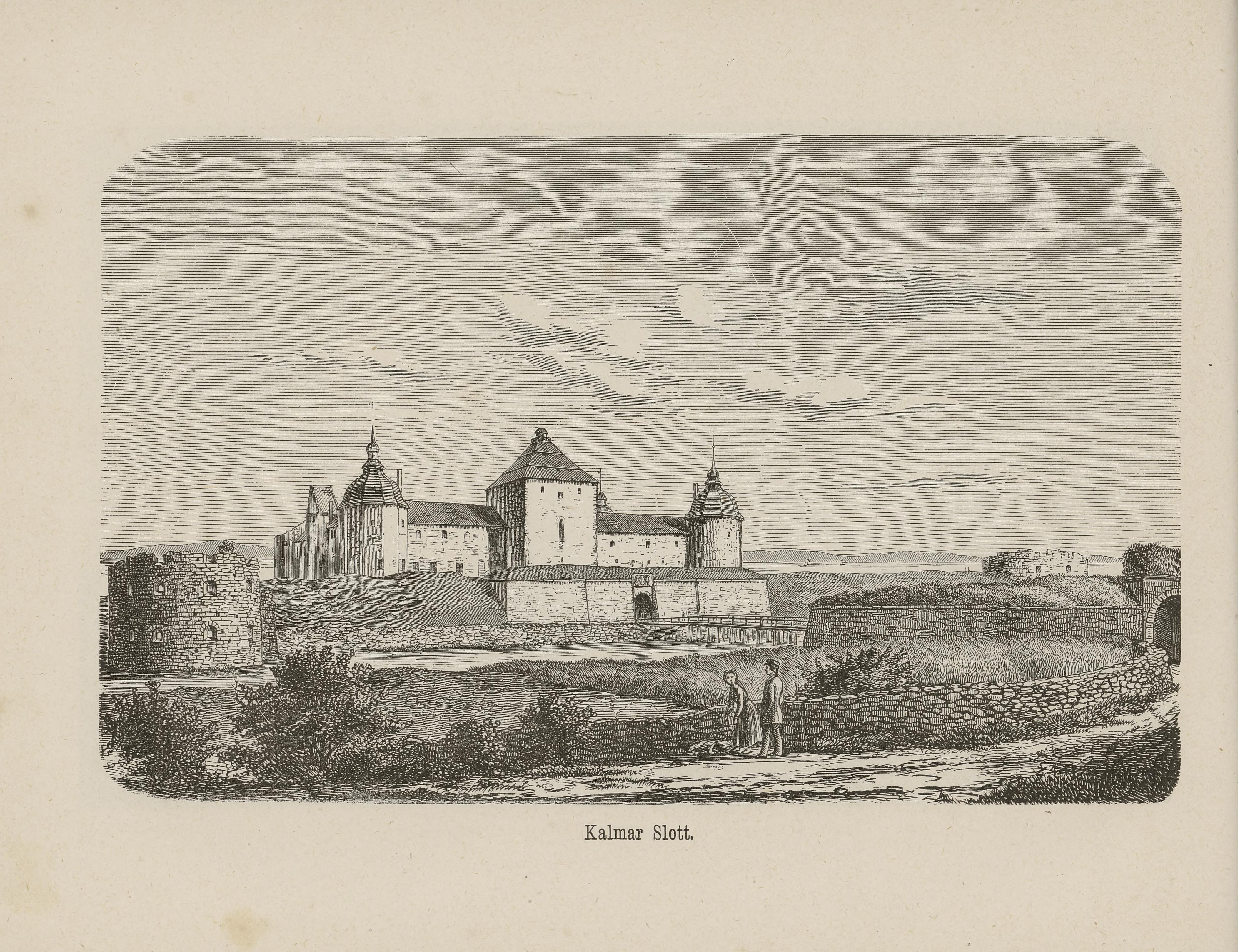
Kalmar slott
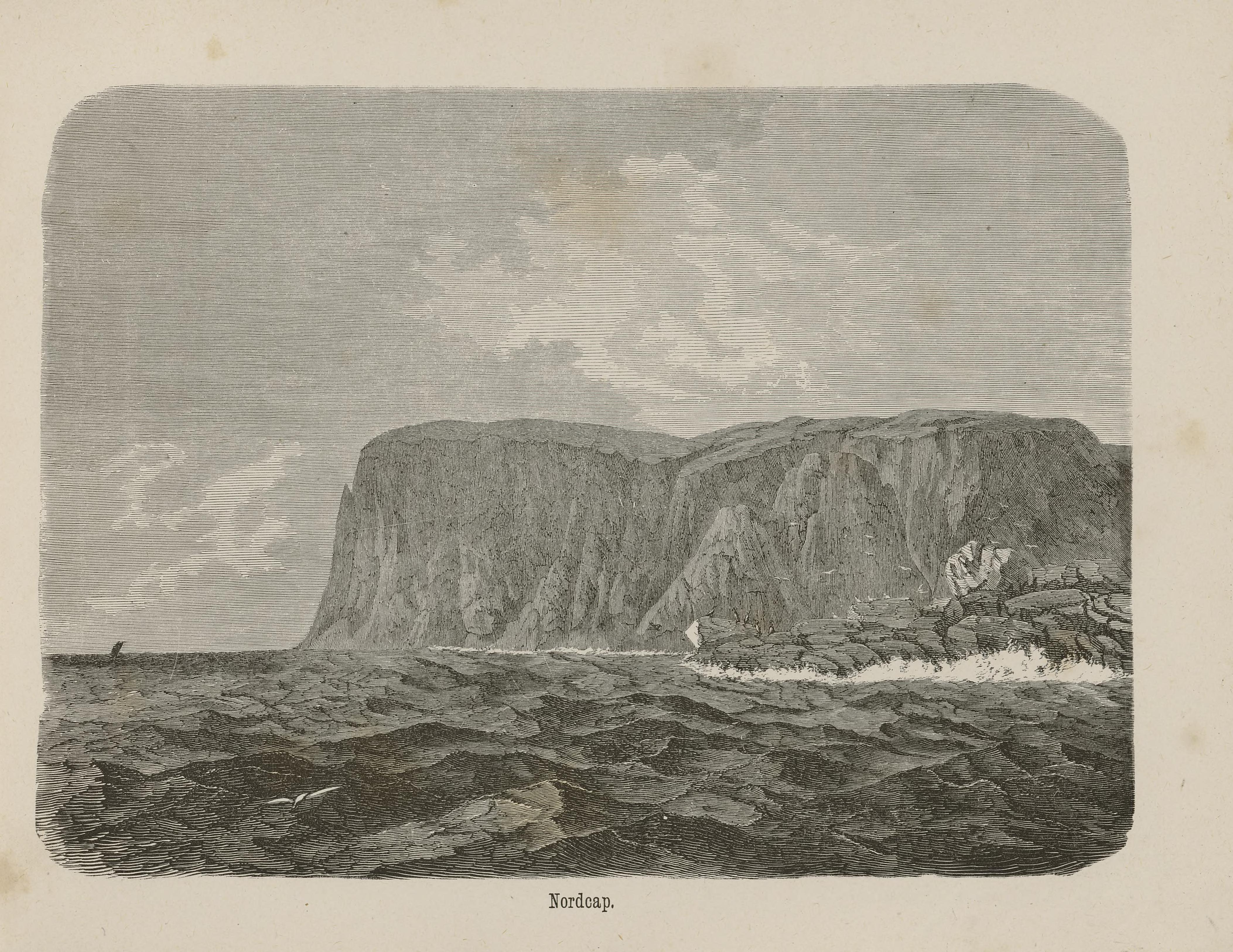
Nordkap
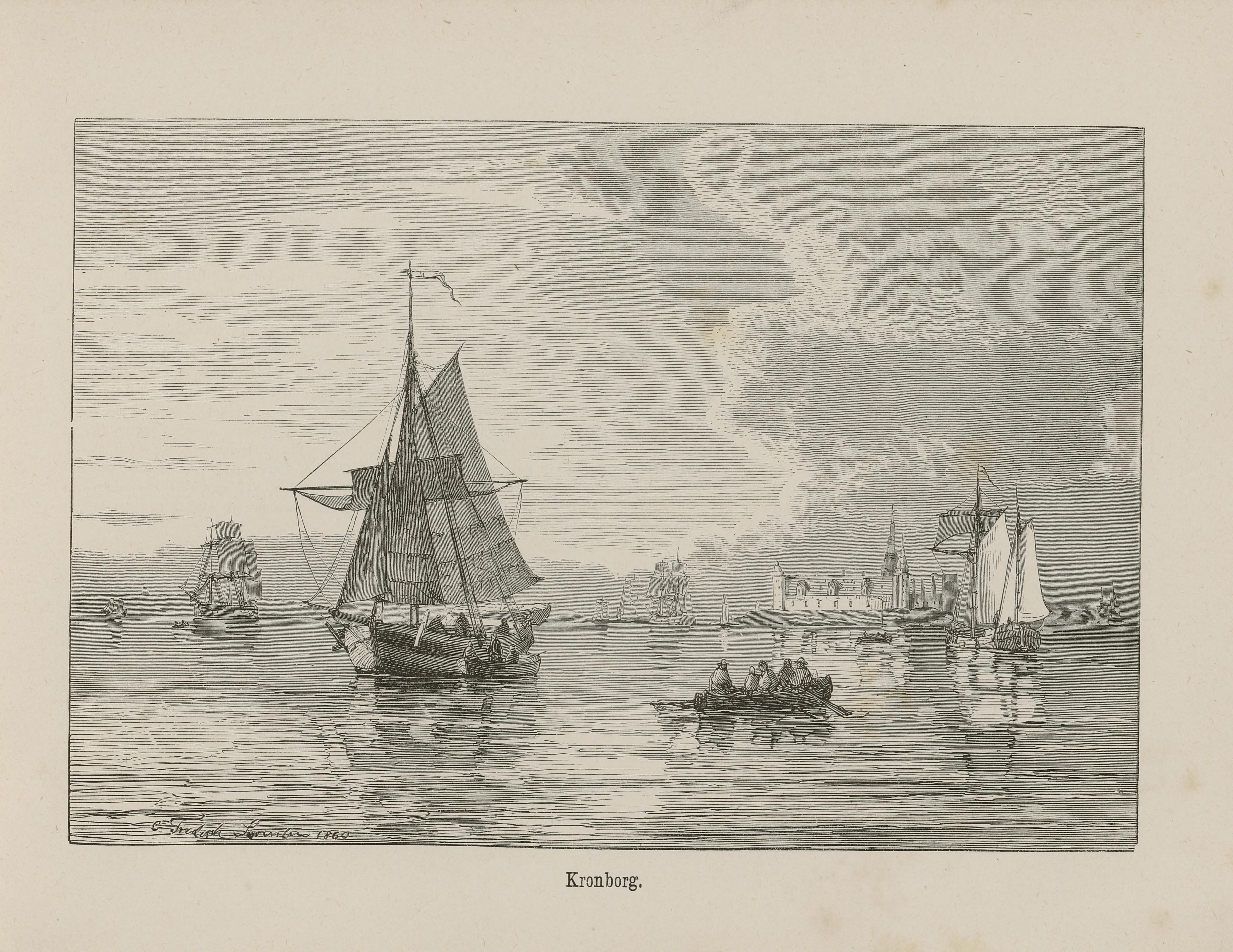
Kronborg
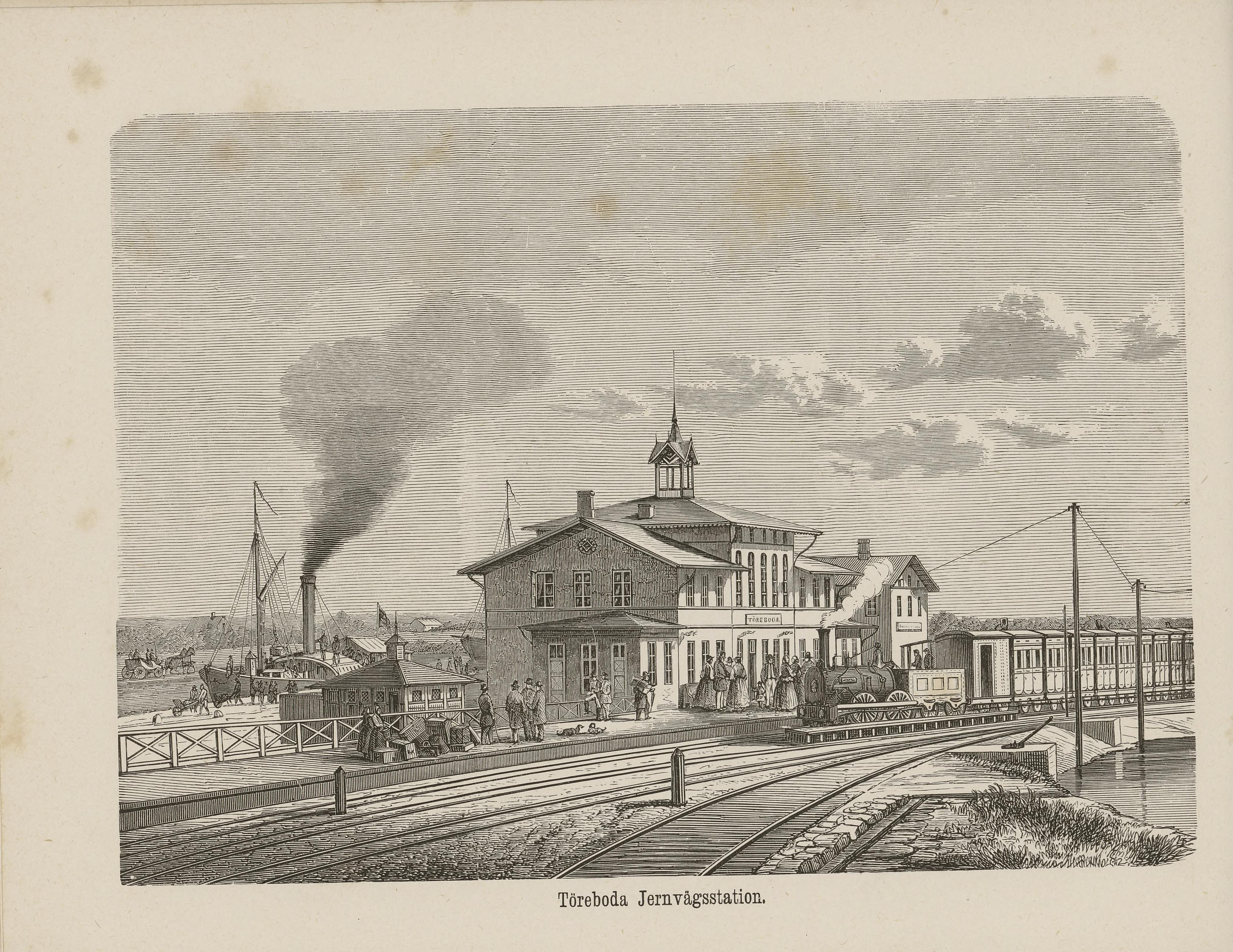
Töreboda järnvägsstation

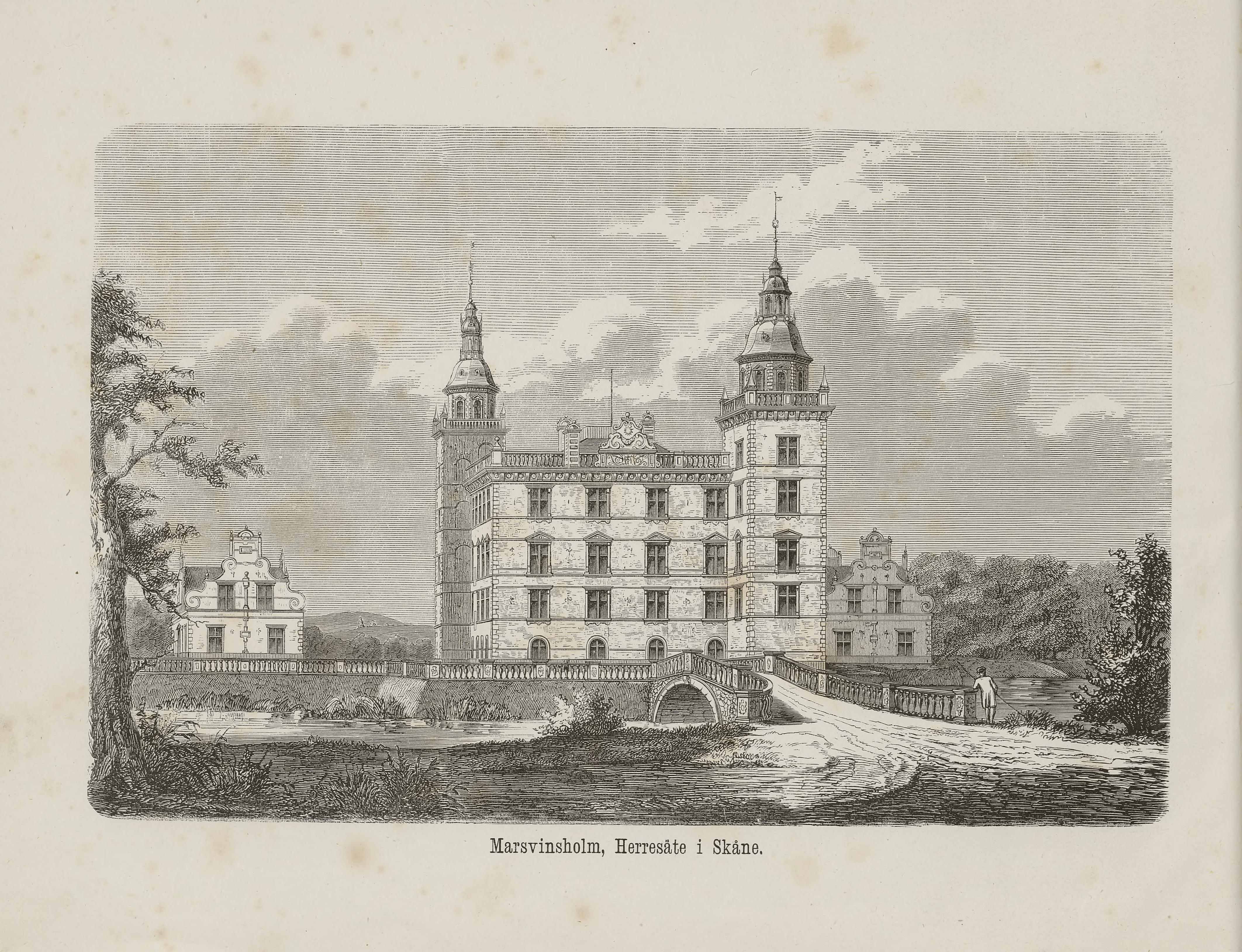
Marsvinsholms slott
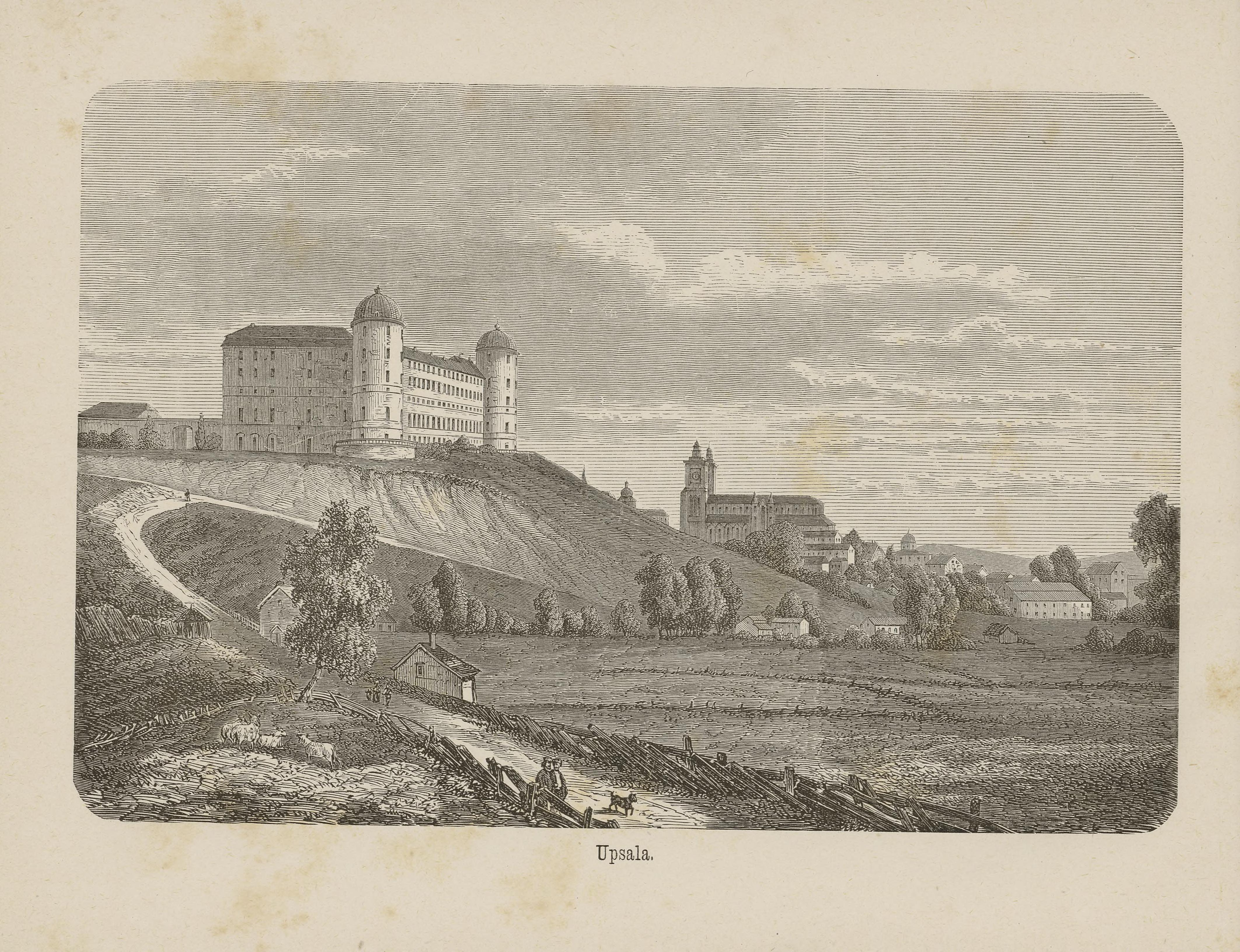
Uppsala slott
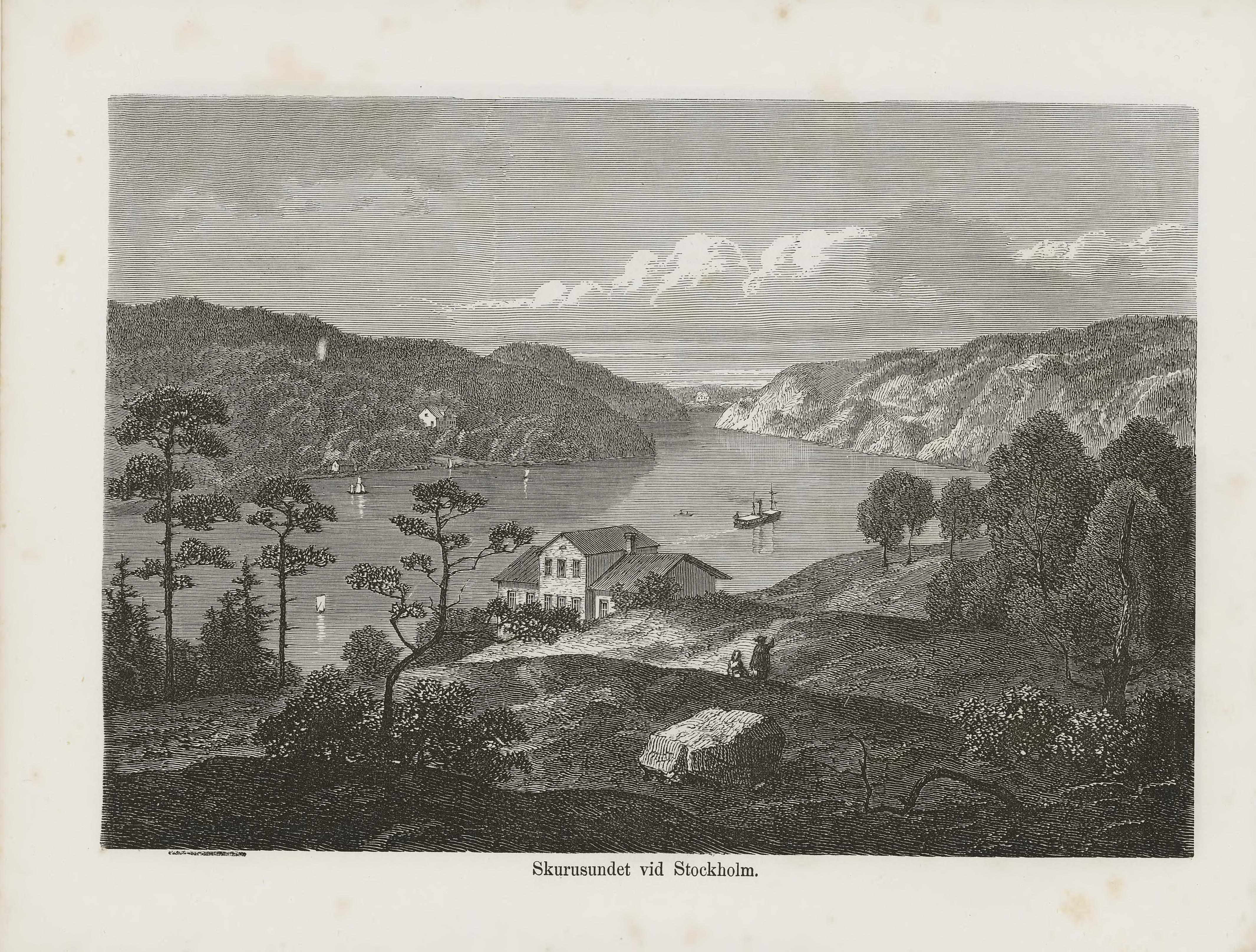
Skurusundet
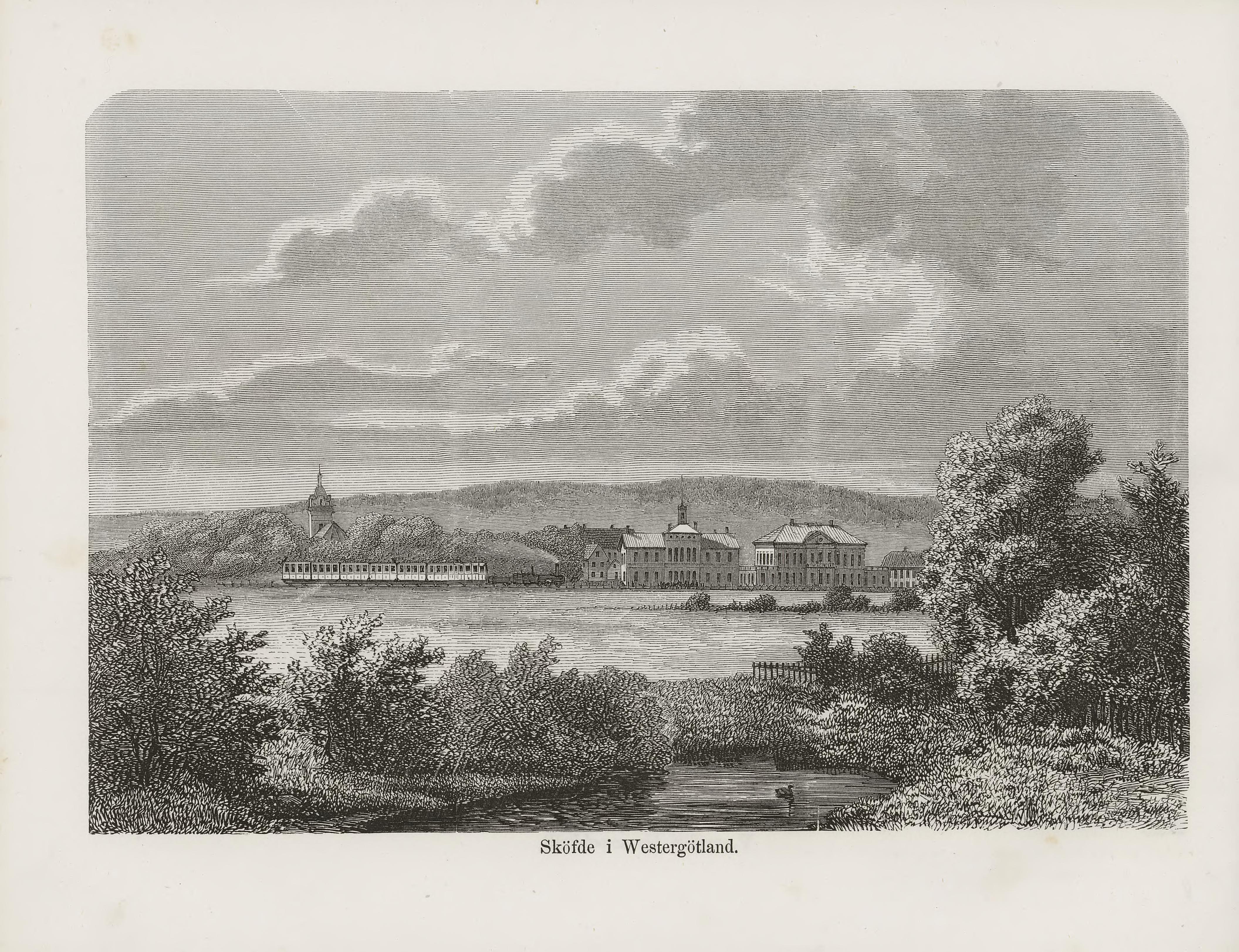
Skövde med tåg